# Heaton Wrenn
Heaton Luse Wrenn (ur. 18 stycznia 1900 w San Francisco, zm. 16 stycznia 1978 w Honolulu) – amerykański prawnik, sportowiec, olimpijczyk, zdobywca złotego medalu w turnieju rugby union na Letnich Igrzyskach Olimpijskich w 1920 roku w Antwerpii.

## Życiorys

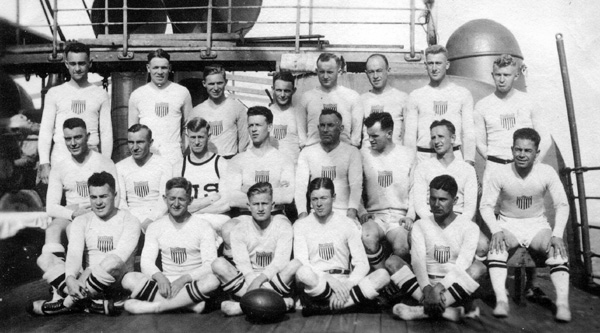
Olimpijska drużyna USA z 1920 roku

Podczas studiów na Stanford University występował w barwach Stanford Cardinal.
Ze złożoną w większości ze studentów uniwersytetów Santa Clara, Berkeley i Stanford reprezentacją Stanów Zjednoczonych uczestniczył w turnieju rugby union na Letnich Igrzyskach Olimpijskich 1920. W rozegranym 5 września 1920 roku na Stadionie Olimpijskim spotkaniu amerykańska drużyna pokonała faworyzowanych Francuzów 8–0. Jako że był to jedyny mecz rozegrany podczas tych zawodów, oznaczało to zdobycie złotego medalu przez zawodników z Ameryki Północnej.
W reprezentacji USA rozegrał łącznie 2 spotkania nie zdobywając punktów. Prócz finału olimpijskiego turnieju zagrał ponownie z Francuzami 10 października tego samego roku.
Uczęszczał na Stanford University, na którym uzyskał tytuły Bachelor of Arts w 1922 i Juris Doctor w 1924 roku. W tym samym roku został przyjęty do palestry w Kalifornii oraz na Hawajach, której przewodniczącym był w latach 1944–1946.
Wraz z pozostałymi amerykańskimi złotymi medalistami w rugby union został w 2012 roku przyjęty do IRB Hall of Fame.